# Joseph Deharbe
Joseph Deharbe (n. 11 aprilie 1800, Strasbourg — d. 8 noiembrie 1871, Maria Laach) a fost un teolog iezuit din Germania.

## Cărți
- "Katholischer Katechismus" (1847);
- "Kleiner katholischer Katechismus" (1847);
- "Anfangsgründe der katholischen Lehre für die kleinen Schüler" (1847);
- "Kleiner katholischer Katechismus" (1849–50).
- "Die vollkommene Liebe Gottes" (1855);
- "Erklärung des katholischen Katechismus (4 vol., 1857-64;
- "Kürzeres Handbuch zum Religionsunterrichte" (1865–68).